# Laterallus leucopyrrhus
La polluela rojiblanca (Laterallus leucopyrrhus), también denominada burrito colorado (Argentina, Paraguay), burrito patas rojas (Uruguay) o burrito rojizo, es una especie de ave gruiforme perteneciente al género Laterallus que integra la familia Rallidae. Es nativa del centro sureste de América del Sur.

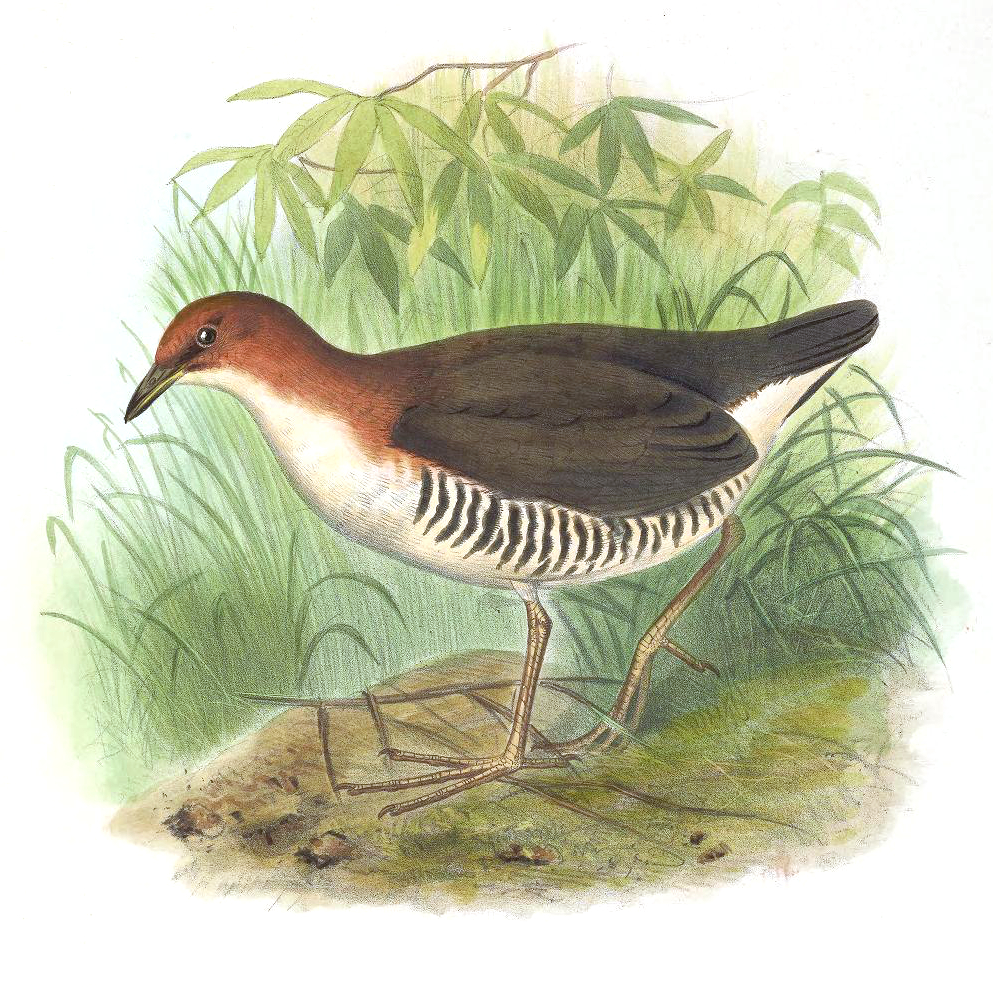
Laterallus leucopyrrhus; ilustración de Joseph Smit, 1869.

## Descripción
Es muy parecido a Laterallus melanophaius, pueden ser simpátricos en su distribución geográfica. En general es más rojizo en el plumaje.
Mide 17 cm. Cabeza, cuello, espalda  y lados del pecho rufos, garganta a vientre superior blanco, flancos y partes del vientre barrados de negro y blanco, subcaudales blancas; patas rojas. Esto lo diferencia de Laterallus melanophaius que tiene subcaudales color rufo leonado y patas de color pardo oliváceo.

## Distribución y hábitat
Se distribuye desde el sureste de Brasil, Paraguay, Uruguay hasta el noreste de Argentina.

Habita pajonales, matorrales, juncales, toda vegetación densa en los márgenes y cercanías de arroyos, ríos y esteros de la selva.

## Comportamiento
Es una especie tímida y poco conocida. Muy probablemente presenta hábitos similares a sus congéneres.

## Sistemática

### Descripción original
La especie L. leucopyrrhus fue descrita por primera vez por el ornitólogo francés Louis Pierre Vieillot en 1819 bajo el nombre científico Rallus leucopyrrhus; localidade tipo «Paraguay».

### Taxonomía
Monotípica.